# Apoteosi di Palermo
De Apoteosi di Palermo is een fresco in Palermo, hoofdstad van de Italiaanse regio Sicilië. Het fresco is een plafondschildering in het Palazzo Isnello ook genoemd Palazzo Sant’Animo al Cassaro of Palazzo Termine in de wijk Kalsa. Het paleis is 17e-eeuws doch het fresco 18e-eeuws.
Het werd in 1760 geschilderd door Vito D’Anna (1718-1769), een kunstschilder in Palermo in de periode van rococo, tezamen met F. Sozzi en andere van zijn leerlingen. Hij signeerde het fresco met Vitus de Anna panoramam pincebat 1760. 
De Apoteosi di Palermo stelt een verheerlijking voor van de Genio di Palermo, het symbool van de stad. Allegorische personages staan rondom hem in een klaar licht; het gaat onder meer om Mercurius, putti en een godin van de faam. Dit fresco is beschouwd als een meesterwerk van Siciliaanse kunstschilders uit de rococotijd.